# アメリカ合衆国上院仮議長 (1911年-1913年)
本項では、アメリカ合衆国上院仮議長が輪番制を布いた時期について記述する。
1911年8月14日から1913年3月3日まで、アメリカ合衆国第62議会における上院仮議長の職は5名による輪番とされた。当時の現職上院仮議長ウィリアム・P・フライは健康上の問題により1911年4月27日に退任した。当時の上院は、進歩的共和党と保守的共和党、それに民主党の3つに分割されていた。それぞれが候補者を立てて選挙戦は膠着したが、8月に妥協案が成立した。民主党の候補者オーガスタス・O・ベイコンが1911年8月14日の1日のみ仮議長を務め、以後、第62議会の残余期間中、彼及び4名の共和党員が交代で同職に就いた。
| 上院仮議長                  | 在任期間                                              |
| --------------------------- | ----------------------------------------------------- |
| ウィリアム・P・フライ       | 1896年2月7日–1911年4月27日                            |
| オーガスタス・O・ベイコン   | 1911年8月14日                                         |
| チャールズ・カーティス      | 1911年12月4日–1911年12月12日                          |
| オーガスタス・O・ベイコン   | 1912年1月15日–1912年1月17日                           |
| ジェイコブ・H・ガリンジャー | 1912年2月12日–1912年2月14日                           |
| オーガスタス・O・ベイコン   | 1912年3月11日–1912年3月12日                           |
| フランク・B・ブランデジー   | 1912年3月25日–1912年3月26日                           |
| オーガスタス・O・ベイコン   | 1912年4月8日                                          |
| ジェイコブ・H・ガリンジャー | 1912年4月26日–1912年4月27日 1912年5月7日              |
| オーガスタス・O・ベイコン   | 1912年5月10日                                         |
| ヘンリー・C・ロッジ         | 1912年5月25日                                         |
| オーガスタス・O・ベイコン   | 1912年5月30日–1912年6月3日 1912年6月13日–1912年7月5日 |
| ジェイコブ・H・ガリンジャー | 1912年7月6日–1912年7月31日                            |
| オーガスタス・O・ベイコン   | 1912年8月1日–1912年8月10日                            |
| ジェイコブ・H・ガリンジャー | 1912年8月12日–1912年8月26日                           |
| オーガスタス・O・ベイコン   | 1912年8月27日–1912年12月15日                          |
| ジェイコブ・H・ガリンジャー | 1912年12月16日–1913年1月4日                           |
| オーガスタス・O・ベイコン   | 1913年1月5日–1913年1月18日                            |
| ジェイコブ・H・ガリンジャー | 1913年1月19日–1913年2月1日                            |
| オーガスタス・O・ベイコン   | 1913年2月2日–1913年2月15日                            |
| ジェイコブ・H・ガリンジャー | 1913年2月16日–1913年3月3日                            |